# Евгеньевка (Новосибирская область)
Евге́ньевка — деревня в Татарском районе Новосибирской области. Входит в состав Дмитриевского сельсовета.

## География
Площадь деревни — 227 гектаров.

## Население
| 2002 | 2007 | 2010 |
| ---- | ---- | ---- |
| 191  | ↘178 | ↘151 |

## Инфраструктура
В деревне по данным на 2007 год функционируют 1 учреждение здравоохранения и 1 учреждение образования.